# Tresserve
Tresserve és un municipi francès situat al departament de la Savoia i a la regió d'Alvèrnia-Roine-Alps. L'any 2007 tenia 3.161 habitants.

## Demografia

### Població
El 2007 la població de fet de Tresserve era de 3.161 persones. Hi havia 1.308 famílies de les quals 416 eren unipersonals (204 homes vivint sols i 212 dones vivint soles), 436 parelles sense fills, 336 parelles amb fills i 120 famílies monoparentals amb fills.
La població ha evolucionat segons el següent gràfic:
Habitants censats

### Habitatges
El 2007 hi havia 1.584 habitatges, 1.329 eren l'habitatge principal de la família, 180 eren segones residències i 75 estaven desocupats. 811 eren cases i 764 eren apartaments. Dels 1.329 habitatges principals, 891 estaven ocupats pels seus propietaris, 411 estaven llogats i ocupats pels llogaters i 27 estaven cedits a títol gratuït; 73 tenien una cambra, 182 en tenien dues, 225 en tenien tres, 280 en tenien quatre i 569 en tenien cinc o més. 1.083 habitatges disposaven pel capbaix d'una plaça de pàrquing. A 604 habitatges hi havia un automòbil i a 637 n'hi havia dos o més.

### Piràmide de població
La piràmide de població per edats i sexe el 2009 era:
| Homes | Edats   | Dones |
| ----- | ------- | ----- |
| 4     | 95 o +  | 8     |
| 0     | 90 a 94 | 16    |
| 8     | 85 a 89 | 24    |
| 16    | 80 a 84 | 20    |
| 32    | 75 a 79 | 44    |
| 60    | 70 a 74 | 80    |
| 36    | 65 a 69 | 72    |
| 84    | 60 a 64 | 60    |
| 92    | 55 a 59 | 72    |
| 152   | 50 a 54 | 120   |
| 112   | 45 a 49 | 152   |
| 104   | 40 a 44 | 100   |
| 108   | 35 a 39 | 88    |
| 72    | 30 a 34 | 116   |
| 76    | 25 a 29 | 100   |
| 76    | 20 a 24 | 60    |
| 148   | 15 a 19 | 112   |
| 160   | 10 a 14 | 76    |
| 140   | 5 a 9   | 104   |
| 124   | 0 a 4   | 60    |

## Economia
El 2007 la població en edat de treballar era de 2.038 persones, 1.438 eren actives i 600 eren inactives. De les 1.438 persones actives 1.320 estaven ocupades (712 homes i 608 dones) i 118 estaven aturades (51 homes i 67 dones). De les 600 persones inactives 202 estaven jubilades, 220 estaven estudiant i 178 estaven classificades com a «altres inactius».

### Ingressos
El 2009 a Tresserve hi havia 1.311 unitats fiscals que integraven 3.161,5 persones, la mediana anual d'ingressos fiscals per persona era de 23.483 €.

### Activitats econòmiques
Dels 177 establiments que hi havia el 2007, 4 eren d'empreses alimentàries, 4 d'empreses de fabricació d'altres productes industrials, 18 d'empreses de construcció, 35 d'empreses de comerç i reparació d'automòbils, 6 d'empreses de transport, 19 d'empreses d'hostatgeria i restauració, 2 d'empreses d'informació i comunicació, 8 d'empreses financeres, 18 d'empreses immobiliàries, 42 d'empreses de serveis, 18 d'entitats de l'administració pública i 3 d'empreses classificades com a «altres activitats de serveis».
Dels 36 establiments de servei als particulars que hi havia el 2009, 1 era un taller de reparació d'automòbils i de material agrícola, 5 paletes, 5 guixaires pintors, 3 lampisteries, 3 electricistes, 14 restaurants, 4 agències immobiliàries i 1 saló de bellesa.
Dels 9 establiments comercials que hi havia el 2009, 1 era una botiga de més de 120 m², 1 una botiga de menys de 120 m², 3 fleques, 1 una botiga de mobles, 1 una botiga de material esportiu, 1 un drogueria i 1 una floristeria.

## Equipaments sanitaris i escolars
El 2009 hi havia 1 hospital de tractaments de mitja durada (seguiment i rehabilitació) i 1 farmàcia.
El 2009 hi havia 1 escola maternal i 2 escoles elementals.

## Poblacions més properes
El següent diagrama mostra les poblacions més properes.